# 장어영
장어영(壯禦營)은 1881년 성립된 조선의 군영으로, 무위영과 함께 2영을 이루었다. 장어영과 무위영은 기존의 오군영을 통폐합한 것으로, 통리기무아문은 기존의 군영들을 통합함으로써 군 통수권의 분산을 피하고자 하였다. 장어영은 총융청, 어영청, 금위영을 합하여 만들어졌다. 장어영이라는 이 군사 부대의 군량미 창고로는 남창(南倉)이 있었다.
그러나 군제 개편 이후 옛 오군영 출신 구식군인들과 신설된 신식군대인 별기군 사이의 차별 대우 문제가 생겼고, 이는 당시 일본으로의 무제한 양곡 유출에 의한 쌀값 폭등 등 개화정책의 여러 문제와 겹쳐 불안 요인이 되었다. 실제로 옛 오군영 출신 병사들에게는 급료조차 제대로 지급되지 않았으며, 이는 결국 1882년 임오군란으로 이어진다. 임오군란 중 재집권한 흥선대원군에 의하여 장어영은 결국, 무위영과 함께 반년여만에 폐지된다.

## 같이 보기
- 무위영